# 约翰·乔基姆
约翰·乔基姆（英語：John Joachim，1874年4月8日—1942年10月21日），美国前男子赛艇运动员。他曾代表美国参加1904年夏季奥林匹克运动会赛艇比赛，获得男子双人单桨无舵手铜牌。